# Loconville
Loconville är en kommun i departementet Oise i regionen Hauts-de-France i norra Frankrike. Kommunen ligger i kantonen Chaumont-en-Vexin som tillhör arrondissementet Beauvais. År 2022 hade Loconville 331 invånare.

## Befolkningsutveckling
Antalet invånare i kommunen Loconville
| Referens: INSEE |